# 李昌仪
李昌仪（？—？），赵郡平棘县（今河北省石家庄市赵县）人，出自赵郡李氏西祖。

## 生平
李昌仪艳丽且聪慧，而且擅长书写，工于骑马驾车，高仲密休掉了正妻崔暹的妹妹后，娶了李昌仪。高仲密在兖州做刺史时，非常敬重一个叫显公的和尚，夜间常与他说话，长久的不睡觉。李昌仪很担忧，向高仲密挑拨，显公因此被杀。高澄听说李昌仪的美丽，见到后非常喜悦，向她挑逗，李昌仪不从，衣服全部被高澄撕裂。李昌仪将事情告诉高仲密，高仲密非常怨恨。不久高仲密外调为北豫州刺史，武定元年二月壬申（543年4月1日）高仲密占据虎牢关向西魏投降。
高仲密入关后，宇文泰率领部队向东进发，在邙山之戰大敗，侯景将高仲密的妻子儿女全部被擒获，送至邺城。高欢因为高仲密家族有功勋，奏告只将高仲密一房发配为奴隶。李昌仪依律当死，高澄穿着华丽的服饰去见她，说：“今天怎样？”李昌仪默然无语，顺从了高澄。
北齐乾明元年（560年），杨愔与燕子献、郑颐等人计划将高殷的两个叔叔高演和高湛外调为刺史，因为高殷太过仁慈，于是将计划用书信通报给高殷的母亲皇太后李祖娥，详细陈述平安和危险。李昌仪当时在宫中做宫人，李祖娥因为李昌仪是同族的姑姑，非常亲热喜爱她，将书信给李昌仪看，李昌仪将此事秘密的报告了太皇太后娄昭君，杨愔与燕子献、郑颐等人最终都被杀死。

## 家族

### 父亲
- 李徽伯，东魏使持节、卫大将军、陕州刺史、固安县伯

### 兄弟
- 李子旦，东魏司徒属、固安县伯
- 李子雄，隋朝上开府、河北行台兵部尚书、高都郡公